# Répartition biproportionnelle des sièges
La répartition biproportionnelle des sièges (aussi nommée « double proportionnelle »), en allemand doppelter Pukelsheim, est une méthode utilisée pour la distribution des mandats parlementaires par partis en présence de plusieurs circonscriptions électorales lors d'une élection au scrutin proportionnel.

## Origines de la répartition biproportionnelle
Le système proportionnel rend difficile la représentation au Conseil national suisse des petits partis, notamment dans les cantons les moins peuplés ou bien dans les cantons divisés en circonscriptions électorales. La répartition biproportionnelle a donc pour objectif de faire concorder au mieux les pourcentages de voix recueillies par les partis et les mandats qui leur sont attribués (principe de l’égalité des suffrages), sans pour autant supprimer les circonscriptions électorales existantes. Selon ce principe, les partis et les circonscriptions doivent être représentés de façon proportionnelle dans les organes législatifs. En d'autres mots, le caractère biproportionnel s'exprime par le fait que l'on tient compte dans un premier temps d'une répartition proportionnelle des sièges par parti et par circonscription électorale. Puis dans un second temps, la répartition des sièges sera faite proportionnellement au sein de chaque circonscription électorale en fonction du score global des listes électorales.
Cette répartition en deux temps s'appelle "répartition haute" et "répartition basse". La répartition haute est le fait de dire à combien de sièges a droit une circonscription électorale et aussi le score global de chaque liste proposée. La répartition basse donne à chaque circonscription électorale le nombre d'élus par parti.
Cette méthode, développée par le mathématicien Friedrich Pukelsheim sur mandat de la Direction de la Justice et de l'Intérieur du canton de Zurich[réf. nécessaire], se fonde sur des travaux de Michel Balinski et Peyton Young[réf. nécessaire] et est utilisée en particulier dans le canton de Zurich, en Suisse.

## Répartition biproportionnelle et représentativité
L'intérêt pour la répartition biproportionnelle des sièges dans un parlement est dérivé de la question de la représentativité. En effet, dans un tel système, lors de la répartition des sièges après dépouillement des voix obtenues par chaque liste et candidats, on attend que toutes les voix puissent être prises en compte. Or, dans le système suisse actuel, chaque canton constitue une circonscription électorale unique à laquelle est associée un nombre de sièges à pourvoir au sein du parlement fédéral. La répartition des sièges se fait par liste dans chaque canton. Ainsi, si une liste n'atteint pas le quorum nécessaire, les voix qu'elle apporte ne seront pas prises en compte. Le système actuel bénéficie donc aux listes qui arrivent à atteindre ce quorum et prétérite les listes plus faibles à échelle locale.
Ainsi, si à l'échelle de l'entier du pays, certaines listes pourraient atteindre le seuil de suffisance pour obtenir un siège, ils ne pourront pas l'obtenir du fait qu'ils n'atteignent pas le quorum dans les circonscriptions électorales. Le but de la répartition biproportionnelle est donc de considérer les voix exprimées à l'échelle du pays entier pour ensuite faire la répartition dans les circonscriptions électorales, la condition étant que le parti atteigne le quorum. Ainsi, les listes qui n'ont pas obtenu assez de voix à échelle locale seront quand même comptabilisées à large échelle.

## Exemples d'utilisation
La répartition biproportionnelle des sièges est utilisée principalement lors d'élections législatives cantonales : à Zurich depuis 2006, en Argovie et à Schaffhouse depuis 2008, à Nidwald et Zoug depuis 2013, dans le canton de Schwyz depuis 2015, dans le canton du Valais depuis 2016 pour l'élection des membres du Grand Conseil ainsi que leurs suppléants et dans le canton des Grisons depuis 2022.